# Массадян, Валери
Валери Массадян (фр. Valérie Massadian)— французская актриса, кинорежиссёр и сценарист армянского происхождения.

## Биография
Валери Массадян родилась во Франции в армянской семье. Её отец, Жак Массадян, был одним из учредителей журнала «Actuel» и «Радио Нова». До прихода в кино Валери была дизайнером, фотографом и редактором. В 2009 году сыграла роль Элен в короткометражном фильме «Беглецы». Спустя год - роль Валери в фильме «Катай».
В 2011 году она снимает свой первый, в качестве режиссёра, фильм «Нана», который стал одним из лучших дебютных фильмов того года. В этом же году ею была снята короткометражка «Лена». В 2011—2012 годах фильм «Нана» участвует в ряде международных кинофестивалей, где удостаивается ряда наград и премий. На фестивале в Локарно фильм победил в номинации лучший дебют. На Ереванском международном кинофестивале «Золотой абрикос 2012» картина в номинации «Армянская панорама», получает второй приз Серебряный абрикос

## Фильмография
Режиссерские работы
- 2011 — Нана
- 2011 — Лена (короткометражный фильм)

Сценарии
- 2011 — Нана
- 2011 — Лена (короткометражный фильм)

Актёрские роли
- 2010 — Элен («Беглецы»)
- 2009 — Валери («Катай»)

## Награды
за фильм «Нана»
- 2012 — второй приз (Серебряный Абрикос) в номинации «Армянская панорама» кинофестиваль «Золотой абрикос 2012»
- 2011 — приз приз за лучший дебют на международном кинофестивале в Локарно